# Baculentulus taipeiensis
Baculentulus taipeiensis är en urinsektsart som beskrevs av Chao, Lee och Chen 1998. Baculentulus taipeiensis ingår i släktet Baculentulus och familjen lönntrevfotingar. Inga underarter finns listade.